# Sanatorium universitaire Jacques-Arnaud
Le sanatorium  universitaire Jacques-Arnaud, est un établissement situé sur la commune de Bouffémont, près de Paris, dans le département du Val-d'Oise, qui, après a accueilli les étudiants tuberculeux jusque dans les années 1960.
Ce fut l’un des 11 établissements de la Fondation Santé des étudiants de France, reconnue d’utilité publique.

## Histoire
La Fondation santé des étudiants de France, fondée par l'UNEF en 1923, tentait de résoudre le "problème aigu de la tuberculose", car son traitement de longue durée rendait souvent la poursuite des études difficile. Le premier établissement est créé formellement lors du congrès de Clermont de l'Union nationale des étudiants de France (UNEF) en 1923, année où l'UNEF crée également la Fondation santé des étudiants de France (FSEF), qui sera reconnue d'utilité publique en 1925, et œuvre en faveur de meilleurs conditions d'études des étudiants tuberculeux, sous l'impulsion de militants de la faculté de médecine de Paris. Il est créé afin d'accueillir des étudiants atteints de la tuberculose.
Par la suite, peu après la Seconde Guerre mondiale, la FSEF a ouvert son premier établissement médico-psychologique à Sceaux, mais qui très vite ferme définitivement et la FSEF décide d'investir dans des établissements de cure en Forêt-Noire, parmi lesquels le sanatorium Jacques-Arnaud à Saint-Blasien, près de Fribourg, le 13 mai 1946.
Un jeune médecin, le lieutenant André Joussaume, le dirige et organise quatre ans après son déplacement à Bouffémont, village du département du Val-d'Oise, dont il sera maire de 1960 à 1971, dans un bâtiment qui fut d'abord un collège. Fondé en 1924 par Henriette et Henri Pichon, maire de Bouffémont, le « collège féminin » disposait d'un parc planté d'arbres séculaires s'étendant sur 30 hectares, mais aussi d'un « palais scolaire », avec 19 salles de cours, une bibliothèque de 20 000 livres et un laboratoire pour les travaux pratiques de sciences, le tout étant sous l'occupation réquisitionné par la Wermarcht.
En 1951, le site accueille près de 150 étudiants tuberculeux, à deux par chambres, la construction d’un troisième étage venant plus tard. Parmi eux, le futur poète, romancier, essayiste, dramaturge et cinéaste franco-espagnol Fernando Arrabal qui à 23 ans, en 1955, avait obtient une bourse de trois mois pour étudier à Paris, hébergé à la Cité universitaire, victime d'une grave rechute de tuberculose, quinze jours après son arrivée, qui est accueilli comme émigré au Sanatorium, où il écrit ses premières pièces, profitant de ses « cures de sommeil » à écrire. Un jour se sont présentés à Bouffémont l’un des jurés du prix Jean-Mercure et son épouse et l'une des pièces écrites au sanatorium a obtenu ce prix, titré « L’aide à la première pièce ».
De novembre 1955 à juin 1956, le site accueille Mohammed Harbi, futur ambassadeur d'Algérie en Guinée (1960-1961) puis secrétaire général du ministère des Affaires étrangères (de septembre 1961 à septembre 1962), qui était alors militant de l'Union générale des étudiants musulmans algériens et participera aux premières négociations des accords d'Évian. Atteint par la tuberculose, il est soigné au sanatorium, dont il fréquente assidument la bibliothèque, riche d’ouvrages sur l’histoire du mouvement ouvrier, au moment où "le mouvement communiste est secoué par le retentissement du XXe congrès du PC d’URSS et ensuite pour le parti français, par le vote des pouvoirs spéciaux en Algérie en mars 1956". Le jour de son arrivée, il est victime d'une rafle dans les rues de Paris et doit la retarder.
Huit ans plus tard, le jazzman américain Bud Powell, arrivé très affaibli le 19 novembre 1963, en chambre individuelle dans un site encore exclusivement réservé aux étudiants, est très choqué d'apprendre trois jours après l'assassinat du président Kennedy. Philippe Koechlin écrit sur sa situation dans Jazz Hot, qui relate en janvier 1964 un projet de film puis lance le 13 mars à la Salle Wagram "six heures de concert" pour régler ses frais médicaux. Le docteur Joussaume estime que le moral aidera à sa guérison. Il joue fréquemment sur le piano de l'établissement, accepte d'y donner des concerts privés et y écrit Blues for Bouffémont,, titre de son dernier album avant son décès en 1966, année de sa sortie de Bouffémont.
Dès 1958, André Joussaume développe un projet de « formation permanente en électronique », dispensée au sein du site même,, complétée en 1965 par un second cours en électronique,  puis par les premiers certificats de programmation informatique, discipline alors complètement nouvelle, au moment où se met en place le plan Calcul.
Les progrès réalisés au cours des deux décennies suivantes dans le dépistage et le traitement de cette maladie, constatés par la FSEF, l'ont amenée à engager sa conversion vers le combat contre d'autres pathologies plus actuelles, pour s'adapter à "l'émergence de nouvelles demandes de soins". Ainsi, des travaux sont entamés à Bouffémont dès 1968 pour permettre en 1971 l'accueil des services de psychiatrie et des personnes polytraumatisées, pour un suivi en rééducation fonctionnelle.
En 1992, l’établissement est rebaptisé centre médical et pédagogique Jacques-Arnaud.

## Personnalités ayant séjourné dans les sanatoriums FSEF
- Bud Powell, pianiste de jazz américain ;
- Roland Barthes[3], philosophe, critique littéraire et théoricien de la littérature ;
- Henri Béhar[3], universitaire ;
- Georges Canetti, médecin[3] ;
- Gérald Collot, artiste peintre ;
- Madeleine Riffaud, qui fera plus tard partie de la Résistance française durant la seconde Guerre mondiale[3] ;
- Max-Pol Fouchet[3], critique d'art et romancier ;
- François Furet[3], historien ;
- Nadu Marsaudon, artiste peintre[14] ;
- Michel Perez[3], critique cinématographique, scénariste et romancier ;
- Louis Seguin[3], écrivain et critique cinématographique ;
- Roger Tailleur[3], journaliste et critique cinématographique.